# Leontopodium pusillum
Leontopodium pusillum là một loài thực vật có hoa trong họ Cúc. Loài này được (Beauverd) Hand.-Mazz. mô tả khoa học đầu tiên.